# Pleocoma bicolor
Pleocoma bicolor är en skalbaggsart som beskrevs av Linsley 1935. Pleocoma bicolor ingår i släktet Pleocoma och familjen Pleocomidae. Inga underarter finns listade i Catalogue of Life.